# حقوق الإنسان في بلغاريا
انضمت بلغاريا للاتحاد الأوروبي عام (2007) بعد أن تعهدت بالالتزام بمعايير حقوق الإنسان، ومع ذلك، فهي بعيدة عن المثالية. على الرغم من أن الصحافة البلغارية لديها العديد من التقارير الحيادية، فإن نقص التشريعات التي تحمي وسائل الإعلام والصحافة من تدخل الحكومة، يُعد نقطة ضعف. تُعتبر حالة السجون البلغارية الإثني عشر والمكتظة بالنُزلاء مُزرية، وكان من المفترض تخفيف اكتظاظ السجون بعد مرسوم الوصايا في منتصف عام (2005).
اتُهمت الشرطة البلغارية بإساءة معاملة السجناء، واستخدام أساليب غير قانونية أثناء التحقيق، فضلًا عن أن الإجراءات المؤسسية لا تُشجع على إعداد التقارير اللازمة والتحقيق في العديد من الجرائم والانتهاكات. يكفل الدستور البلغاري حرية المُعتقد الديني، لكن الحكومة اتخذت بعض الإجراءات لفرض مُتطلبات تسجيل خاصة على بعض المجموعات التي لا تُصنّف تاريخيًا تحت بند الحماية الكاملة. إلى جانب الكنيسة الأرثوذكسية البلغارية، لا يُصنف اليهود والمسلمون والروم الكاثوليك تحت هذا البند. أدى ضعف سلطة المحاكم وتراكم القضايا عليها إلى تراجع الحماية الدستورية والقانونية لحقوق المُدعى عليهم في بعض الحالات.

## مؤسسات البالغين والأطفال ذوي الإعاقات العقلية
أثارت الظروف المُزرية لشبكة المؤسسات البلغارية للبالغين والأطفال ذوي الإعاقات العقلية مزيداً من المخاوف، إذ أطلق مركز دعم الإعاقات العقلية شكوى جماعية تحت مظلة الجمعية الأوروبية للحقوق الاجتماعية بشأن فشل الحكومة البلغارية في توفير التعليم المناسب للأطفال في دور الرعاية الاجتماعية التي تُديرها وزارة العمل والسياسة الاجتماعية. وهناك قضية مطروحة الآن أمام المحكمة الأوروبية لحقوق الإنسان بشأن فشل التحقيقات في المعاملة اللا إنسانية في مؤسسات رعاية البالغين ذوي الإعاقات العقلية. بثت بي بي سي فور بالمملكة المتحدة فيلمًا وثائقيًا بعنوان «الأطفال المُهجّرون في بلغاريا» عام (2007)، تناول الفيلم الحرمان الذي يتعرض له الأطفال من التعليم والغذاء والرعاية الصحية في مؤسسات رعاية الأطفال في موغلينو. لا تتواءم العديد من مؤسسات رعاية الأطفال في بلغاريا مع المصالح المُثلى للطفل، ومن المؤكد أنها تنتهك المادة 23 من معاهدة حقوق الطفل، والمواد 11، و 22، و 13 من المعاهدة الدولية للحقوق الاقتصادية والاجتماعية والثقافية.

## الأقلية المقدونيّة
يوجد عدد صغير من الأفراد ذوي الأصل المقدوني الذين يعيشون في مقاطعة بلاجوفغراد في بلغاريا. أظهر إحصاء التعداد السكاني في عام (2001) أن نحو 5,071 فردًا من أصول مقدونية يعيشون في بلغاريا، بينما أشارت مصادر أخرى أن الأعداد تتراوح ما بين 3,000 و25,000 فردًا. أوضح مرصد هلسنكي اليوناني في تقرير له أن الدولة البلغارية والرأي العام يُنكران حق الأقلية المقدونية في المماثلة الاجتماعية، وأن أي أفعال تتعلق بالكشف العلني عن الهوية المقدونية في بلغاريا تُقابل بالقمع والنكران بشكل أو بآخر. ومع ذلك، تُتاح المقدونية خياراً للجنسية في إحصاء التعداد السكاني. تعتبر الأغلبية البلغارية (بما في ذلك الصحافة) أن المقدونيين يعيشون في في بلغاريا كالمواطنيين البلغاريين الأصليين.
رُفضت مطالب الأقلية المقدونية بحقها في تأسيس حزب سياسي بحجة أنه حزب انفصالي، تموله حكومة أجنبية وذلك يتعارض مع الدستور البلغاري. ومع ذلك، لم تحظر المحكمة الدستورية أحزاب إفروروما  وإم آر إف والتي تُعتبر أحزابًا عرقية. أقرّت المحكمة الأوروبية بالإجماع انتهاك الحكومة البلغارية للمادة 11 من معاهدة حقوق الإنسان الأوروبية. 

## شعب الرّوما (الغجر)
سُجلت العديد من الحالات حول إساءة معاملة شعب الرّوما من قِبل الشرطة البلغارية، إذ يوجد تمييز واسع النطاق ضد شعب الرّوما في المجتمع البلغاري، ومنذ العام (2006)، لم تُنفِّذ الحكومة البلغارية أي قوانين تشريعية لمناهضة التمييز ضد الرّوما. من المعروف أن قوات الأمن البلغارية تعتدي على الأطفال المُنحدرين من أصول الرّوما في الشوارع وتعتقلهم تعسفيًا. يتعرض شعب الرّوما للاضطهاد في بلغاريا، بما في ذلك، مُضايقة المُجندين من الرّوما في الجيش البلغاري، وردود الفعل الهزيلة للشرطة على الجرائم التي تُرتكب بحق الرّوما. لا تلتحق نسبة كبيرة من أطفال الرّوما بالمدارس بسبب الفقر وقلة المُعلمين الذين يتحدثون بلغتهم الأم.
وعلى الجانب الآخر، سُمح لحزب بلغاريا الحرة -حزب عرقي لشعب الرّوما- بالترشح للانتخابات، وحقق بعض النجاحات.

## الاتجار بالبشر
يوجد كثير من الوعي المُتزايد في مواجهة قضية الاتجار بالبشر في أوروبا كحق من حقوق الإنسان. ساهم سقوط الشيوعية في زيادة عمليات الاتجار بالبشر، إذ أُجبر معظم الضحايا من الأطفال والنساء على مُمارسة الدعارة. كانت بلغاريا هي دولة المَصدر ودولة العبور لهؤلاء الأشخاص، خصوصًا النساء والأطفال بغرض الاستغلال الجنسي. أظهرت الحكومة البلغارية بعض الالتزام بوضع حد لعمليات الاتجار بالبشر، لكنها تعرضت للانتقاد لفشلها في وضع إجراءات وتدابير فعالة لإنفاذ القانون وحماية الضحايا.

## الحرية الدينية
ينصّ الدستور البلغاري على حرية الدين والمُعتقد، ومع ذلك يمنع القانون ممارسة الشعائر الدينية في المناطق العامة على المجموعات غير المُعترف بها (غير المُسجلة). يُشير الدستور أيضًا إلى أن الديانة التقليدية والرسمية للبلاد هي المسيحية الأرثوذكسية الشرقية. وأشارت بعض التقارير عن وجود تعسُّف وتمييز بناءً على المُعتقدات الدينيّة. استمر التمييز والتعصب والمضايقات لأصحاب بعض المُعتقدات الدينية المُختلفة في وسائل الإعلام البلغارية بشكل متقطع.

## الانتقادات الدوليّة
أقرّت المحكمة الأوروبية لحقوق الإنسان بانتهاك بلغاريا للمعاهدة الأوروبية لحقوق الإنسان، وأصدرت المحكمة إعلانًا صحفيًا في عام (2015) حول المشكلة التنظيمية في نظام العدالة البلغاري. أوضحت المحكمة أنه بعد أكثر من 45 حكمًا يُدين بلغاريا، لم تمتثل السلطات بتعهداتها بإجراء تحقيقات عادلة. أصدرت المحكمة الأوروبية أيضًا أحكامًا تحذيرية ضد بلغاريا، إذ تصدر هذه الأحكام عندما تحدد المحكمة سلسلة من المُتطلبات المتعلقة بوقائع مماثلة. فعلى سبيل المثال، في الحكم التحذيري «نشكوف» الصادر ضد بلغاريا، أمهلت المحكمة الأوروبية لحقوق الإنسان بلغاريا 18 شهرًا لتحسين أوضاع السجون. أثار النشطاء الاجتماعيون مزيدًا من الاهتمام حول تخلف بلغاريا عن الدول الأعضاء بالاتحاد الأوروبي في عدد من المؤشرات التي تقيس مستوى الحقوق المدنية وحرية المُعتقدات. وأعربت المفوضية الأوروبية أيضًا عن قلقها من التشدد بتطبيق سيادة القانون في بلغاريا.